# Doassansia limosellae
Doassansia limosellae är en svampart som först beskrevs av J. Kunze, och fick sitt nu gällande namn av Joseph Schröter 1887. Doassansia limosellae ingår i släktet Doassansia och familjen Doassansiaceae.   Inga underarter finns listade i Catalogue of Life.